# محله هوایی مورین
محله هوایی مورِین (به انگلیسی: Moraine Airpark) یک فرودگاه همگانی بهره‌برداری هوایی است که یک باند فرود آسفالت دارد و طول باند آن ۱۰۶۷ متر است. این فرودگاه در شهر دیتون کشور ایالات متحده آمریکا قرار دارد و در ارتفاع ۲۱۹ متری از سطح دریا واقع شده‌است.